# بیبی‌فیس (موسیقی‌دان)
بیبی‌فیس (به انگلیسی: Babyface) با نام اصلی کنت برایان ادموند (به انگلیسی: Kenneth Brian Edmonds) (زاده ۱۰ آوریل ۱۹۵۹) خواننده ، ترانه‌سرا ، تهیه‌کننده موسیقی آمریکایی است.